# Zonosaurus quadrilineatus
Zonosaurus quadrilineatus — вид ящірок родини геррозаврових (Gerrhosauridae). Ендемік Мадагаскару.

## Поширення і екологія
Zonosaurus quadrilineatus мешкають в прибережних районах на заході острова Мадагаскар, в регіоні Аціму-Андрефана. Вони живуть в різноманітних посушливих природних середовищах, від піщаних дюн і сухих луків до сухих тропічних лісах і чагарникових заростей.

## Збереження
МСОП класифікує цей вид як вразливий. Zonosaurus quadrilineatus загрожує знищення природного середовища.